# Штурц, Сергей
Серге́й Штурц (нем. Sergej Sturz; род. 2 марта 1973, Сыктывкар) — немецкий русскоязычный поэт. Сооснователь (с Дмитрием Драгилёвым) литературной группы «Запад наперёд».

## Биография
Сергей Штурц родился 2 марта 1973 года в Сыктывкаре. С 1980 года жил в Одессе, в 1991 году иммигрировал в Германию. Живёт в Берлине.
Учился на факультете психологии Свободного университета Берлина, позже — на историко-филологическом факультете Берлинского университета имени Гумбольдта.
Один из учредителей и модераторов литературного проекта «В порядке вещей». Сооснователь (с Дмитрием Драгилёвым) литературной группы «Запад наперёд».
Публиковался в журналах «Звезда», «Зинзивер», «Гвидеон», «Берлин.Берега», «Новая Юность», альманахах «До и после», Schloss Moabit, «Белый ворон», «Новая кожа».
Автор art-book Nolens volens (Берлин, 2008) совместно с художником Францем Родвальтом.
Стихи Штурца переводились на немецкий и испанский языки.
Участвовал в фестивалях Printemps des Poetes (Берлин, 2010), Poesiefestival Berlin (2010), «Петербургские мосты» (2010), а также в берлинских слэм-турнирах.